# مولدي ضو
المولدي ضو (النّاظور، قفصة، 01 ماي 1972) هو خرّيج كلّية الآداب بمنّوبة، مجاز في اللّغة والآداب العربيّة (1996)، باحث وروائيّ تونسي، يشتغل بالتّدريس الآن بالمعاهد الثانوية قفصة بالمعهد النّموذجي بولاية قفصة.
عضو بالاتّحاد الكتّاب التّونسيّين (2016)، حاصل على ماجستير اللّغة والأدب العربي تخصص لغة برسالة عنوانها «طبقات المقام في مفتاح العلوم» بملاحظة «حسن جدّا» (2019) وباحث بسلك الدكتوراه بكليّة الآداب بصفاقس

## الرّواية
(1) سيرة المعتوه: ط (1) المنتدى للُثقافة والإعلام: المنستير / تونس 2016. (ردمك 978-977-6495-64-7)
(2) واحة العُميَان: ط (1) المنتدى للُثقافة والإعلام: المنستير / تونس 2016.
(3) سارتر أو عارهم في الشّمال

## جوائز
- حاصل على جائزة لجنة التحكيم للرّواية العربيّة عن رواية «سيرة المعتوه» (الكومار الذّهبي 2016)[2][3][4]

- رُشحت روايته «سارتر أو عارهم في الشّمال» ضمن القائمة القصيرة لفئة (الرواية العربية – شباب) لـجائزة الشيخ راشد بن حمد الشرقي للإبداع 2020.[5]

## حوله
- خميّس بن بريك: «سيرة المعتوه» تفضح سرديا نظام بن علي (قراءة في رواية سيرة المعتوه)

## وصلات خارجية
•مشاركة الروائي التونسي المولدي ضو البحر ينشد شعرا.
- مهرجان قفصة الدولي: ندوة حول دور الثقافة في مواجهة الإرهاب